# Mina Gampel
Mina Gampel (ur. 14 sierpnia 1940 w Pińsku) – polsko-niemiecka malarka żydowskiego pochodzenia.

## Życiorys
Urodziła się w Pińsku w rodzinie polskich Żydów. Po ataku III Rzeszy na Związek Radziecki w czerwcu 1941 wraz z rodziną uciekła i znalazła schronienie w Samarkandzie, Taszkencie i Frunze. W 1945 osiadła w Szczecinie. W 1957 zdała maturę i wyemigrowała wraz z rodziną do Izraela. Mieszkała kolejno w Naharii, Riszon le-Cijjon i Tel Awiwie. W 1967 przeprowadziła się do Niemiec. Zamieszkała w Stuttgarcie. W latach 1980–1993 zdobyła wykształcenie malarskie w Akademii Sztuk Pięknych w Esslingen am Neckar i Akademii Sztuk Plastycznych w Trewirze. Od 1993 jest wykładowczynią malarstwa w Akademii w Esslingen am Neckar.
Mina Gampel maluje obrazy głównie o tematyce żydowskiej. Od 1987 wystawia swoje obrazy na licznych wystawach indywidualnych, m.in. w Niemczech, Szwajcarii i Polsce (Zakopane, Kraków, Szczecin, Warszawa).